# Culmin
Culmin (gallese: Cylfyn; latino: Colmanus; inglese: Coleman; 620 circa) fu sovrano del regno britannico della Dumnonia nel tardo VII secolo, succedendo al trono al padre Petroc.
Fu probabilmente durante il suo regno che i dumnoni attaccarono il Wessex (658), ma furono sconfitti nella battaglia di Peonna (Penselwood, nel Wilts). Così, i confini dumnoni si attestarono sul fiume Parrett.
Cenwalh, re del Wessex, decise allora di spingersi oltre e nel 661 sconfisse i dumnoni nella battaglia di Posentesburh (Posbury, nel Devon) e conquistò la parte orientale della Dumnonia, insediandovi dei coloni sassoni.
Generalmente, comunque, è considerato una figura leggendaria.